# 240725 Scipioni
240725 Scipioni è un asteroide della fascia principale esterna. Scoperto nel 2005, presenta un'orbita caratterizzata da un semiasse maggiore pari a 3,061522 UA e da un'eccentricità di 0,153614, inclinata di 1,931979° rispetto all'eclittica. Ha un diametro di 3,078 km e un'albedo di 0,047.
Francesca Scipioni è una data scientist italiana. Ha fatto parte del team dedicato alle analisi della composizione delle diverse regioni geologiche di Plutone, come parte della missione New Horizons della NASA.